# Винавер, Евгений Максимович
Евгений Максимович Винавер (фр. Eugène Vinaver; 18 июня 1899, Санкт-Петербург — 21 июля 1979, Кентербери, Англия) — англо-французский литературовед-медиевист еврейского происхождения. Доктор филологии, профессор.

## Биография и научная деятельность
Сын адвоката Максима Моисеевича Винавера. В 1910—1917 годах учился в гимназии Карла Мая, которую окончил с золотой медалью. Разделял политические взгляды отца, покинул Россию в 1919 году, выехав в Париж. Принял французское гражданство. В эмиграции жил во Франции и Англии.
В 1922 году окончил Оксфордский университет по курсу французской литературы средневековья. Обучался в Парижском университете, точнее в Практической школе высших исследований, по окончании которой в 1925 году защитил диссертацию «Роман о Тристане и Изольде в произведении Томаса Мэлори» под руководством Жозефа Бедье.
Научную деятельность сфокусировал на романах артуровского цикла на английском и французском языках. В 1928 году в Оксфорде основал общество по изучению Артурианы (Arthurian society), получившее в 1948 году название Международное Артурианское общество, пост президента которого занимал в 1966—1968 годах.
С 1933 года профессор Манчестерского университета, заведовал кафедрой французского языка и литературы, эмерит с 1966 года, после чего продолжал преподавательскую деятельность. Докторскую степень получил в Оксфорде в 1950 году.
Автор около 100 научных работ по французской и английской средневековым литературам, получил признание как авторитетный исследователь творчества Расина и Флобера. Широкую известность в кругах специалистов обрело трёхтомное критическое издание Винавером обнаруженного в 1934 году Винчестерского манускрипта (Winchester Manuscript) романа Томаса Мэлори «Смерть Артура», над которым исследователь работал с 1934 по 1947 год. Первое издание романа в винчестерской версии вышло в 1947 году под оригинальным названием Works of Sir Thomas Malory и было переведено на иностранные языки. Перевод «Смерти Артура» на русский язык из серии Литературные памятники выполнен И. М. Бернштейн с издания Е. М. Винавера.
Племянник — французский писатель Мишель Винавер.

## Признание
За научные достижения был удостоен звания член-корреспондент:
- 1960 — Бельгийской королевской академии французской языка и литературы[6]
- 1972 — Британской академии[4]
- 1973 — Американской академии медиевистики[4]

Получил звание лауреата Французской Академии наук.
Награждён орденом Почетного легиона. Почётный доктор пяти университетов, в частности Чикагского.

## Работы
Монографии
- Le Roman de Tristan et Iseut dans l'œuvre de Thomas Malory :  [фр.] / Eugène Vinaver. — Paris : Champion, 1925. — 244 p.
- L'action poétique dans le théâtre de Racine, 1963
- Form and Meaning in Medieval Romance, 1966
- À la recherche d'une poétique médiévale, 1970
- The Rise of Romance, 1971

Критические издания
- Malory T. The Works of Sir Thomas Malory :  [англ.] : in 3 vol. / Sir Thomas Malory / ed. by Eugène Vinaver, rev. by Peter J. C. Field. — 3rd ed. — Oxford : Oxford Clarendon Press, 1990. Vol. 1 ISBN 0-19-812344-2, Vol. 2 ISBN 0-19-812345-0, Vol. 3 ISBN 0-19-812346-9.